# ریکاردو فرری
ریکاردو فرری (به ایتالیایی: Riccardo Ferri) بازیکن فوتبال و اهل ایتالیا است که از سال ۱۹۸۶ میلادی عضو تیم ملی فوتبال ایتالیا بوده و در ۴۵ بازی ملی حضور داشته‌است. او در بازی‌های ملی‌اش ۴ گل به ثمر رساند.
ریکاردو فرری آخرین بازی ملی خود را در سال ۱۹۹۲ میلادی انجام داد.